# 네타 바르질라이
네타 바르질라이(히브리어: נטע ברזילי, 1993년 1월 22일 ~ )는 이스라엘의 가수이다. 2018 유로비전 송 콘테스트에 이스라엘 대표로 참가해 우승을 했다. 대회 참가곡은 "Toy"이다.